# Roeslerstammia transcaucasica
Roeslerstammia transcaucasica är en fjärilsart som beskrevs av Sergiusz Toll 1958. Roeslerstammia transcaucasica ingår i släktet Roeslerstammia och familjen bronsmalar. Inga underarter finns listade.